# 埃塔勒维尔
埃塔勒维尔（法語：Étalleville，法語發音：[etalvil]）是法国滨海塞纳省的一个市镇，属于鲁昂区。

## 地理
埃塔勒维尔（49°44'17"N, 0°49'29"E）面积3.55 平方千米，位于法国诺曼底大区滨海塞纳省，该省份为法国北部沿海省份，其西部及北部濒大西洋英吉利海峡，东起顺时针与索姆省、瓦兹省、厄尔省和卡爾瓦多斯省接壤。
与埃塔勒维尔接壤的市镇（或旧市镇、城区）包括：科地区贝维尔、杜德维尔、普雷托-维克马尔。

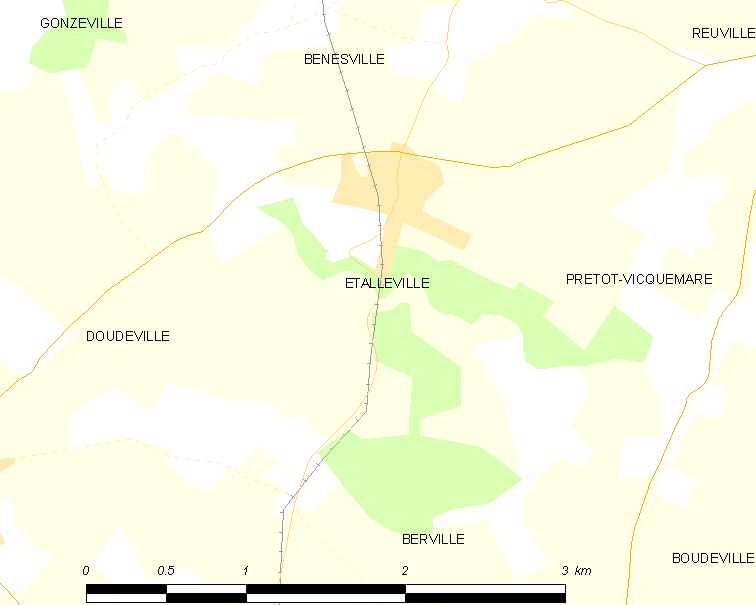
埃塔勒维尔的OSM定位图

埃塔勒维尔的时区为UTC+01:00、UTC+02:00（夏令时）。

## 行政
埃塔勒维尔的邮政编码为76560，INSEE市镇编码为76251。

## 政治
埃塔勒维尔所属的省级选区为伊沃托县。

## 人口

1962-2008年间埃塔勒维尔人口变化图示

埃塔勒维尔于2022年1月1日时的人口数量为428人。